# دافيد كامينسكي
دافيد كامينسكي (بالبولندية: Dawid Kamiński)‏ (13 فبراير 1995 ببولندا - ) هو لاعب كرة قدم بولندي في مركز الهجوم. لعب مع فيسوا كراكوف.

## وصلات خارجية
- دافيد كامينسكي على موقع قاعدة بيانات كرة القدم.إي يو (الإنجليزية)
- دافيد كامينسكي على موقع Soccerway.com (الإنجليزية)